# Quyết Thắng, Thái Nguyên
Quyết Thắng là một xã thuộc thành phố Thái Nguyên, tỉnh Thái Nguyên, Việt Nam.

## Địa lý
Xã Quyết Thắng nằm ở phía tây thành phố Thái Nguyên, có vị trí địa lý:
- Phía đông giáp các phường Quang Trung, Tân Thịnh và Thịnh Đán
- Phía tây giáp xã Phúc Trìu và xã Phúc Xuân
- Phía nam giáp xã Thịnh Đức
- Phía bắc giáp phường Quan Triều và xã Phúc Hà.

Xã Quyết Thắng có diện tích 12,93 km², dân số năm 2004 là 12.833 người, mật độ dân số đạt 993 người/km².
Trên địa bàn xã có tuyến đường tránh thành phố Thái Nguyên chạy qua, ngoài ra, tuyến tỉnh lộ 260 nối giữa trung tâm thành phố Thái Nguyên và huyện Đại Từ cũng đi qua phần cực nam của xã.

## Lịch sử
Địa bàn xã Quyết Thắng hiện nay trước đây là một phần xã Thịnh Đán thuộc huyện Đồng Hỷ.
Ngày 2 tháng 4 năm 1985, Hội đồng Bộ trưởng ban hành quyết định số 102-HĐBT sáp nhập xã Thịnh Đán vào thành phố Thái Nguyên.
Ngày 8 tháng 4 năm 1985, Hội đồng Bộ trưởng ra Quyết định số 109-HĐBT thành lập phường Tân Thịnh trên cơ sở một phần diện tích và dân số của xã Thịnh Đán.
Ngày 1 tháng 9 năm 2004, thành lập phường Thịnh Đán trên cơ sở 466,95 ha diện tích tự nhiên và 7.866 người của phường Tân Thịnh; 128,96 ha diện tích tự nhiên của xã Thịnh Đức và 20,27 ha diện tích tự nhiên của xã Thịnh Đán và đổi tên xã Thịnh Đán thành xã Quyết Thắng. Xã Quyết Thắng có 1.292,78 ha diện tích tự nhiên và 12.833 người.

## Giáo dục
Trên địa bàn xã Quyết Thắng có trụ sở của Đại học Thái Nguyên cùng các trường của một số trường đại học thành viên tọa lạc.